# Karl Neukirch
Karl Neukirch (Német Birodalom, Berlin, 1864. november 3. – Harmadik Birodalom, Berlin, 1941. június 26.) kétszeres olimpiai bajnok német tornász.
Az 1896. évi nyári olimpiai játékokon indult tornában. Kettő kivétellel az összes számban részt vett. Csapat korlátgyakorlatban és csapat nyújtógyakorlatban aranyérmes lett.